# Mary White Ovington

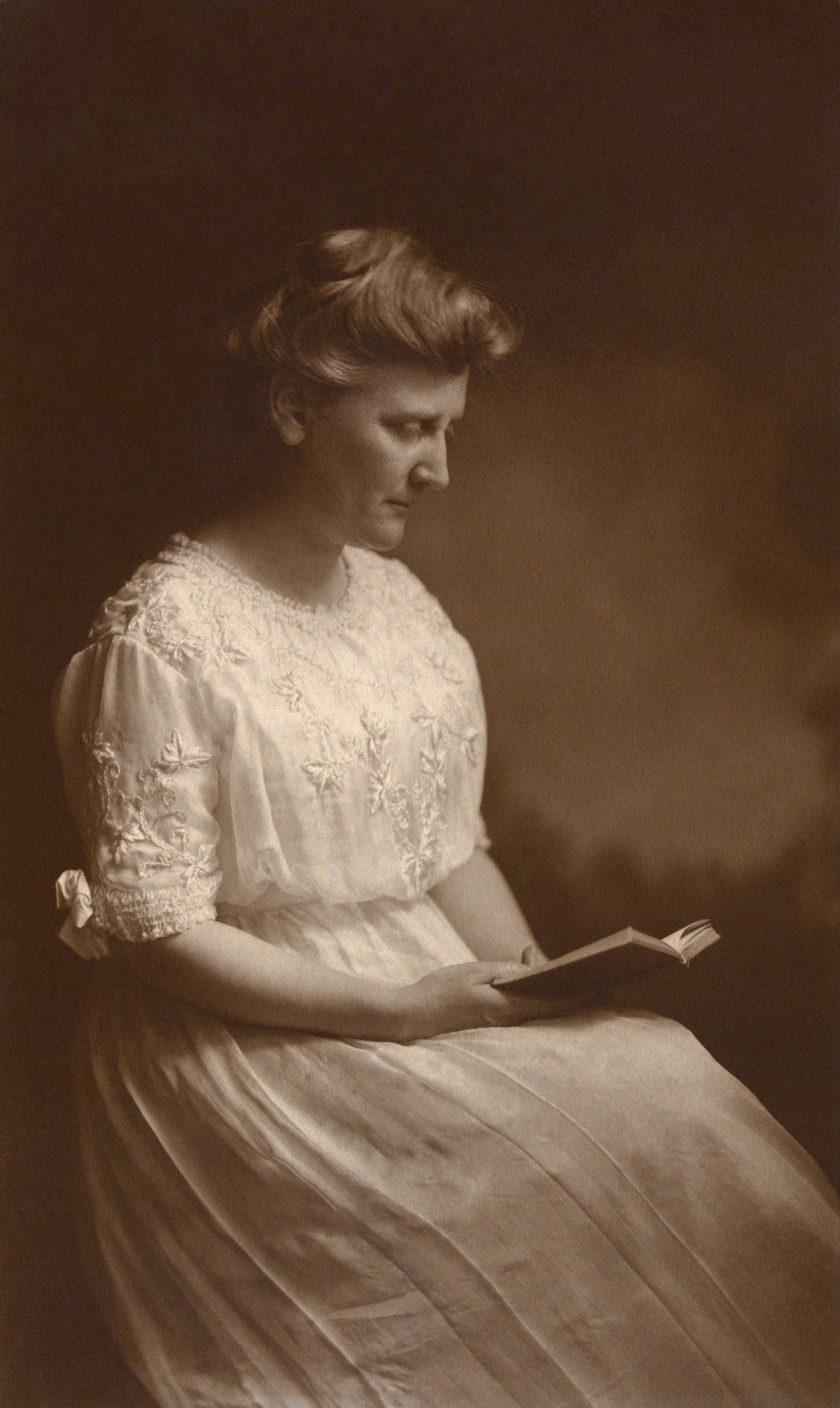
Porträtfoto um 1910

Mary White Ovington (geb. 11. April 1865 in Brooklyn, New York City, USA; gest. 15. Juli 1951 in Newton Highlands, Massachusetts, USA) war eine US-amerikanische Suffragette, Journalistin und Mitgründerin des Nationalverbandes für die Förderung Farbiger (englisch National Association for the Advancement of Colored People, NAACP).

## Leben
Mary White Ovingtons Großmutter besuchte die Connecticut-Gemeinde des Reformers Samuel Joseph May. Ihre Eltern waren Unitarier und als solche Mitglied der unitarischen Kirche Amerikas, Verfechter der Frauenrechte und hatten sich in der Anti-Sklaverei-Bewegung engagiert. Ovington wurde an der weiterführenden Schule Packer Collegiate Institute und am Radcliffe College in Cambridge ausgebildet. Sie engagierte sich 1890 in der Kampagne für Bürgerrechte, nachdem sie Frederick Douglass in einer Kirche in Brooklyn gehört hatte. Weiteren Anschub gab ihre eine Rede von Booker T. Washington, die sie 1903 im Social Reform Club hörte.
1894 traf Ovington Ida B. Wells, als sie Weihnachtsgeschenke für die Kinder von Idas Schwester brachte. Mary war so entsetzt von ihren Lebensbedingungen, dass sie anfing, mit Ida zusammenzuarbeiten, um die Stadt zu zwingen, die Mietshäuser zu sanieren. 1895 half sie die Siedlung Greenpoint zu gründen. Im folgenden Jahr wurde Ovington zur Leiterin des Projekts ernannt. Sie blieb es bis 1904, als sie im Greenwich-Haus-Komitee zur Fellow für Soziale Untersuchungen ernannt wurde. In den folgenden fünf Jahren studierte sie Beschäftigungs- und Wohnprobleme in schwarzen Wohngegenden Manhattans. Bei ihren Untersuchungen traf sie den Bürgerrechtler W.E.B. Du Bois und wurde den Gründungsmitgliedern der Niagara-Bewegung vorgestellt.
Ovington schloss sich 1905 der Sozialistischen Partei Amerikas an. Sie war von den Ideen William Morris’ beeinflusst, bei dem sie A. Philip Randolph, Floyd Dell, Max Eastman und Jack London traf, der argumentierte, Rassenprobleme seien genauso einer Frage der Klasse wie der Rasse. Sie schrieb für Zeitschriften und Zeitungen wie The Masses, New York Evening Post und New York Call. Sie arbeitete mit Ray Stannard Baker und beeinflusste den Inhalt seines Buchs Following the Color Line, das 1908 veröffentlicht wurde.
Am 3. September 1908 las sie den Artikel Rassenkrieg im Norden (englisch Race War in the North) des Sozialisten William English Walling in der Zeitung The Independent. Walling beschrieb einen massiven Ausbruch von Rassenunruhen gegen afroamerikanische Bürger in Springfield (Illinois), der Heimatstadt Abraham Lincolns. Diese führten zu sieben Toten, der Zerstörung von 40 Häusern und 24 Geschäften und 107 Anklagen gegen Gewalttäter. Am Ende des Artikels rief Walling nach einer kraftvollen Menge Bürger, die den Schwarzen zu Hilfen eilen sollten. Ovington reagierte auf den Artikel, indem sie Walling schrieb und ihn zusammen mit dem Sozialarbeiter Henry Moskowitz in Wallings Wohnung in New York City traf. Die Gruppe entschied, eine Kampagne mit dem Ruf nach einer nationalen Konferenz für Bürger- und politischen Rechten der Afroamerikaner am einhundertsten Jahrestag von Lincolns Geburtstag am 12. Februar 1909 zu starten.
Das Nationale Neger-Komitee (englisch National Negro Committee) hielt sein erstes Treffen in New York am 31. Mai und 1. Juni 1909 ab. Im Mai 1910 gründeten das National Negro Committee und seine Teilnehmer auf ihrer zweiten Konferenz eine dauerhafte Organisation, die National Association for the Advancement of Colored People (NAACP). Ovington wurde zur Exekutivsekretärin ernannt. Zu den frühen Mitgliedern gehörten Josephine Ruffin, Mary Talbert, Mary Church Terrell, Inez Milholland, Jane Addams, George Henry White, W.E.B. Du Bois, Charles Edward Russell, John Dewey, Charles Darrow, Lincoln Steffens, Ray Stannard Baker, Fanny Garrison Villard, Oswald Garrison Villard, Sr. und Ida B. Wells-Barnett. 1911 nahm Ovington am Universal Races Congress in London teil. Richetta Randolph Wallace, die als Sekretärin mehrere Jahre mit Ovington gearbeitet hatte, wurde 1912 als erste Büroangestellte im Hauptquartier der NAACP angestellt.
Ovington blieb auch für das Frauenwahlrecht aktiv. 1921 schrieb sie an Alice Paul die Bitte, eine schwarze Frau zur Feier der National Women’s Party anlässlich der Annahme des 19. Verfassungszusatzes einzuladen. Ovington war außerdem Pazifistin und wandte sich gegen den Eintritt der Vereinigten Staaten in den Ersten Weltkrieg. Während des Krieges unterstützte Ovington A. Philip Randolph und seine Zeitschrift The Messenger, die sich für schwarze Bürgerrechte einsetzte.
Nach dem Krieg diente der NAACP als Vorstandsmitglied, Exekutivsekretärin und Vorsitzende. Sie inspirierte andere Frauen, sich der NAACP anzuschließen und leistete so einen wesentlichen Beitrag zur multikulturellen Zusammensetzung der Organisation. Die NAACP kämpfte einen langen Rechtsstreit gegen die Rassentrennung und Rassendiskriminierung beim Wohnen, in der Ausbildung, Beschäftigung, bei Wahlen und beim öffentlichen Verkehr. Sie rief den Obersten Gerichtshof der Vereinigten Staaten an, weil mehrere in den Südstaaten erlassene Gesetze verfassungswidrig waren und gewann zwischen 1915 und 1923 drei wichtige Prozesse zum Wahlrecht und zur Wohnungsvermietung.
Im Juni 1934 hielt Mary White Ovington Reden an 14 verschiedenen Colleges. Ihr Ziel war es, der Jugend zu zeigen, dass die NAACP aus Schwarzen und Weißen zusammengesetzt war. Insbesondere wollte sie der schwarzen Jugend zeigen, dass es Weiße gab, die die Rassenunterdrückung hassten. Während ihrer Reden zeigte Ovington die geografische Lage aller lokalen Ableger der NAACP und wie weit die Vereinigung bereits gekommen war. „They should know the power the race has gained“ (Mary White Ovington, deutsch: „Sie sollten die Macht erkennen, die ihre Rasse erlangt hatte“)
Die NAACP wurde zum einen von einigen Mitgliedern der Afroamerikanischen Community kritisiert. Auf der anderen Seite wurden Mitglieder der Organisation von weißen Rassisten körperlich angegriffen. John R. Shillady, Exekutivsekretär der NAACP, wurde 1919 in Austin, Texas von einem Lynchmob schwer verletzt.
Mary White Ovington war wegen ihrer schlechten Gesundheit gezwungen, sich 1947 aus der NAACP zurückzuziehen. Sie hatte der Organisation 38 Jahre gedient. Ihre letzten Jahre verbrachte Ovington mit ihrer Schwester in Massachusetts.

## Schriften
Ovington schrieb mehrere Bücher und Artikel, einschließlich einer Studie über die schwarzen Wohngegenden Manhattans.
- Half a Man. Te status of the negro in New York (1911)
- Status of the Negro in the United States (1913)
- Socialism and the Feminist Movement (1914)
- The Upward Path. A Reader For Colored Children (1919). Compiled by Myron T. Pritchard and Mary White Ovington
- The shadow (1920)
- The awakening. A play (1923)
- Portraits in Color (1927). Biografische Skizzen prominenter Afroamerikaner
- Reminiscences (1932). Veröffentlicht 1995 als Black and white sat down together. The reminiscences of an NAACP founder. Autobiographie
- The Walls Came Tumbling Down (1947)

Ovington schrieb zudem Romane und Kinderbücher, darunter Hazel (1913. Einer der ersten Romane, die speziell für schwarze Kinder in den Vereinigten Staaten geschrieben wurden), das die Geschichte eines jungen schwarzen Bostoner Mädchens erzählt, das um die Jahrhundertwende einen Winter in Alabama verbringt.

## Ehrungen

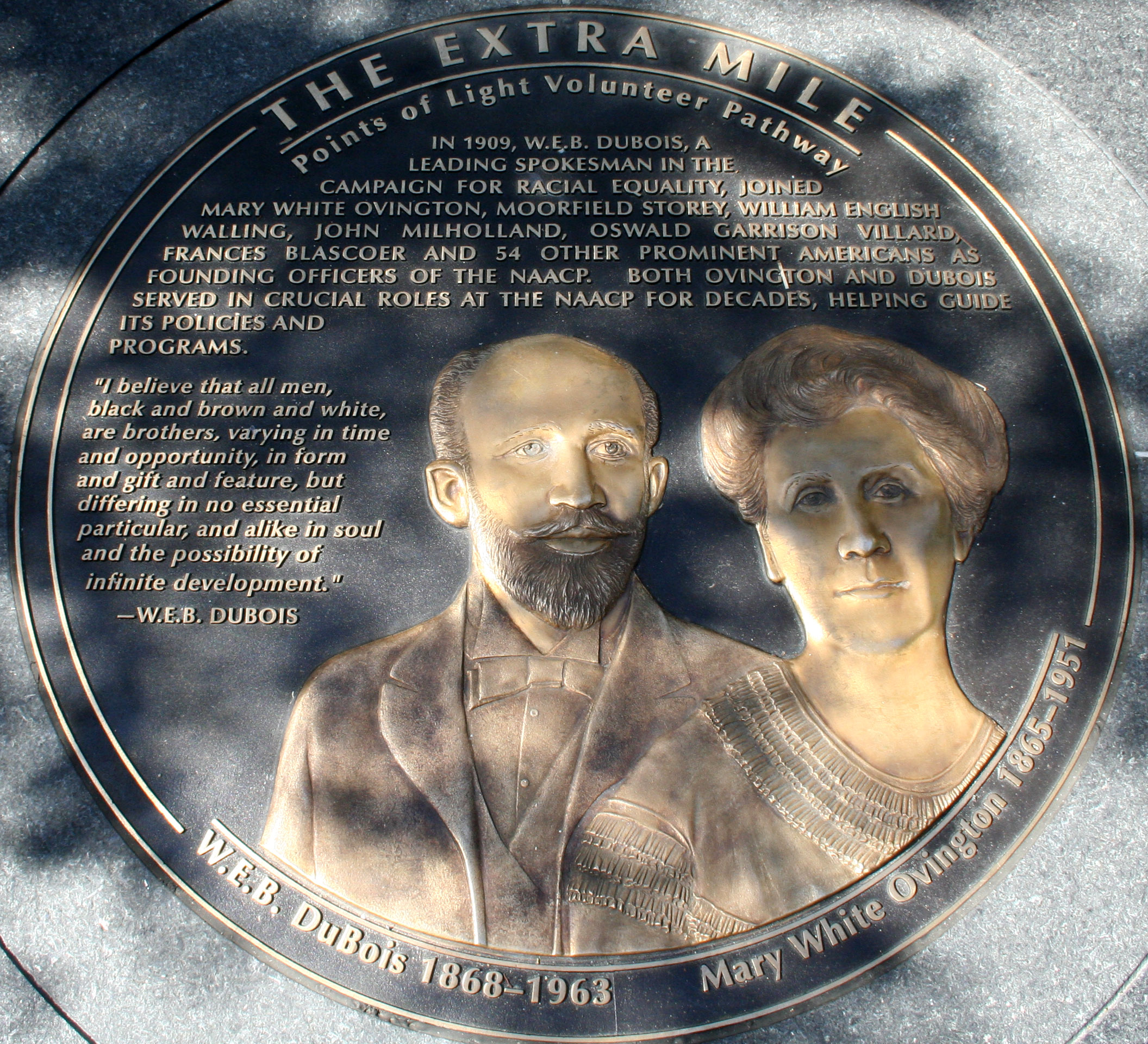
Mary White Ovingtons Plakette bei einer Gedenkstätte in Washington, D.C.

Die Mary White Ovington I.S.30 Middle School in Brooklyn wurde ihr zu Ehren benannt. Sie gehört zu den Personen, die bei The Extra Mile, eine Gedenkstätte für hervorragendes bürgerschaftliches Engagement in Washington, D.C., geehrt wird. 2009 wurde sie zusammen Mary Church Terrell auf einer Briefmarke des United States Postal Service abgebildet.